# Jasminne Mendez
Jasminne Mendez es una autora, poeta, dramaturga, artista y educadora estadounidense; se identifica como afrolatina. Es la cofundadora y directora de programas de Tintero Projects. También es la coanfitriona del podcast InkWell, una serie podcast sobre poesía y escritura; es una colaboración entre Tintero Projects y Inprint Houston. Mendez es becaria de CantoMundo, como también del taller de escritores Kenyon Review Writer’s Workshop Peter Taylor y exalumna de Macondo y Voices of our Nations Arts Foundation. Actualmente, vive en Houston, Texas con su esposo, Lupe Mendez, y su hija.

## Vida personal
Los padres de Mendez inmigraron a los Estados Unidos de la República Dominicana en 1980. Habiendo sobrevivido la dictadura de Rafael Trujillo, sus padres y abuelos buscaban una vida mejor. Aunque su padre tenía una licenciatura, se fue difícil encontrar un trabajo en los Estados Unidos y por lo tanto decidió ingresarse en el Ejército de los Estados Unidos. Sirvió en el ejército por veintidós años. Como hija de inmigrantes, Mendez creció hablando el español y el inglés.

## Reseña biográfica
Mendez completó la preparatoria en San Antonio, Texas antes de mudarse a Houston para asistir a la Universidad de Houston desde 2002-2007 con una beca completa del programa Gates Millenium Scholar. Recibió su licenciatura en literatura en inglés y una maestría de educación en currículo e instrucción. Cuando estaba en la Universidad de Houston Mendez escribió, presentó poesía en varios sitios locales y actuó como protagonista en varias obras, incluyendo A Raisin in the Sun, For Colored Girls Who Have Considered Suicide When the Rainbow is Enuf y Yerma. Recibió su maestría de bellas artes en escritura creativa del taller Rainier Writer's Workshop en Pacific Lutheran University.

## Carrera
La escritura y presentaciones de Mendez se enfoca en hacer visible la experiencia de Afrolatinas y Afrolatinos en los Estados Unidos. Ha escrito varios cuentos cortos, poesía, literatura creativa no ficción y libros. En 2016, la revista Cutthroat: A Journal of the Arts seleccionó su ensayo, "El Corte," como mención honorífica para el premio Barry López para literatura no ficción. El mismo año, su colección de ensayos, "Interruptions & Detours," fue semifinalista para el premio Rose Metal Press Essay Chapbook Prize. En 2017, Mendez recibió el premio para poesía, COG Zine Best Poetry Prize.
Su primer libro, Island of Dreams (Floricanto Press, 2013), es una mezcla de poesía y memoria, escrito desde su propia perspectiva como adolescente y subraya los retos de crecer en como Afrolatina en los Estados Unidos. El libro se ha utilizado en escuelas a través de los Estados Unidos y en 2015 fue otorgado el premio para el mejor libro latino para jóvenes adultos, el Premio Internacional del Libro Latino.
Su segundo libro, Night-Blooming Jasmin(n)e: Personal Essays & Poems (Arte Público Press 2019) es una memoria multi género en la cual explora su experiencia con enfermedad crónica. A los 22 años, poco después de graduarse de la Universidad de Houston, Mendez fue diagnosticada con esclerodermia. Seis años después de eso, fue diagnosticada con la enfermedad autoinmune lupus. Night-Blooming Jasmin(n)e llama atención a la intersección de la raza, identidad étnica, género sexual y enfermedad crónica.
En 2018, fue editora contribuyente de la revista literaria internacional digital, Queen Mob's Tea House.
En febrero de 2019, su obra, City Without Altar (Ciudad sin altar), fue leído en el segundo festival de teatro anual Sin Muros Latinx Theater Festival en Houston, Texas, de Stages Repertory Theatre. Este festival también incluyó otras obras por dramaturgos Georgina Escobar y Beto O'Byrne.
Mendez ha presentado su poesía en varios sitios, incluyendo el departamento de Estudios Mexicoamericanos en la Universidad de Houston y la Universidad de Houston Clearlake. Ha presentado en sitios prestigiosos como Talento Bilingüe de Houston, Multicultural Education and Counseling Through the Arts (MECA), Houston Community College (HCC), el Museo del Holocausto, Alley Theater y el Museo de Bellas Artes de Houston.
Fue editora invitada para la edición especial de Queen Mob's Teahouse sobre poesía Afrolatina y para la edición especial de la revista The Acento Review sobre desastres naturales y el medioambiente.
Mendez participa activamente en la comunidad artística de Houston. Mendez y su marido, el poeta-activista Lupe Mendez, fundaron Tintero Projects en 2016. Tintero Projects es parte de Nuestra Palabra: Latino Writers Having Their Say y provee oportunidades para leer y escribir para poetas y escritores latinos emergentes de Houston. En 2018 Mendez creyó el blog Plátano Poetry Café para hacer más visible el trabajo y las experiencias de los poetas Afrolatinas y Afrolatinos.

## Distinciones
- Best Young Adult Latino Focused Book (Premio Internacional del Libro Latino, 2015)
- Best Poetry Prize (COG Zine, 2017)

### Libros
- Island of Dreams. Floricanto Press, 2013.
- Night-Blooming Jasmin(n)e: Personal Essays & Poems. Arte Público Press, 2019.
- Las habichuelas de Josefina. Arte Público Press, 2021.

### Ensayos y cuentos cortos
- "The China Cabinet" in Windows into My World: Latino Youth Write Their Lives. Arte Público Press, 2007
- "From Page to Stage: Teaching Slam Poetry in the High School Classroom." HowlRound, 2016.
- "Shades of Red." Dangerous Woman Project (University of Edinburgh), 2016
- "Lesson Plan: This is Not A Drill." Queen Mob's Teahouse, 2019
- "Motherhood, Maps & More." Queen Mob's Teahouse, 2019
- "The Burden of Teachable Moments." The Rumpus, 2018
- "First Words: English as a Second Language." La Galería Magazine

### Poesía
- "Small Talk After A Reading in Texas: A Haitian Massacre." The Acentos Review, November 2016
- "Counting Beads." The Acentos Review, November 2016
- "Outsources: A Love Song." The Acentos Review, November 2016
- "First Born Son." Crab Creek Review, 2017
- "Run, Irelia, Run." COG Magazine, 2017
- Abecedarian for my Bilingual Students in Houston." Bird's Thumb, 2018
- "Machete: Look." The Quarry, Poetry Database- Split This Rock, 2019
- "Sugar Cane." Vassar Review, 2019
- "The Remedy or I Fixed It." Vassar Review, 2019
- "To El Hombre Dominicano..." Kenyon Review Online, 2019
- "Frijochuelas." La Galería Magazine, 2019
- "When Was the Last Time You Saw A Black Boy Smile." The Outrage Project: Rosebud Ben-Oni
- "Fathers & Sons." Label Me Latino/a: Special Issue on Afro Latino Writers
- "Morir Soñando." Label Me Latino/a: Special Issue on Afro Latino Writers
- "Again." Raising Mothers
- "Skin to Skin." Raising Mothers